# Arenaria filicaulis
Arenaria filicaulis är en nejlikväxtart. Arenaria filicaulis ingår i släktet narvar, och familjen nejlikväxter.

## Underarter
Arten delas in i följande underarter:
- A. f. filicaulis
- A. f. graeca
- A. f. teddii